# العروة الوثقى (مجلة)
مجلة العروة الوثقى هي دورية أسبوعية أنشأها جمال الدين الأفغاني مع محمد عبده، ومع أنها كانت تصدر من مارس 1884 إلى أكتوبر 1884 فقط، إلا أنها تعد من أولى وأهم المنشورات الإصلاحية المتعلقة بحركة النهضة. كانت موجهة للأمة الإسلامية ودعتها إلى التوحد، وكانت كذلك منبرا مقاوما للاستعمار، فحظرتها السلطات البريطانية المستعمِرة في مصر والهند.

## أهداف المجلة

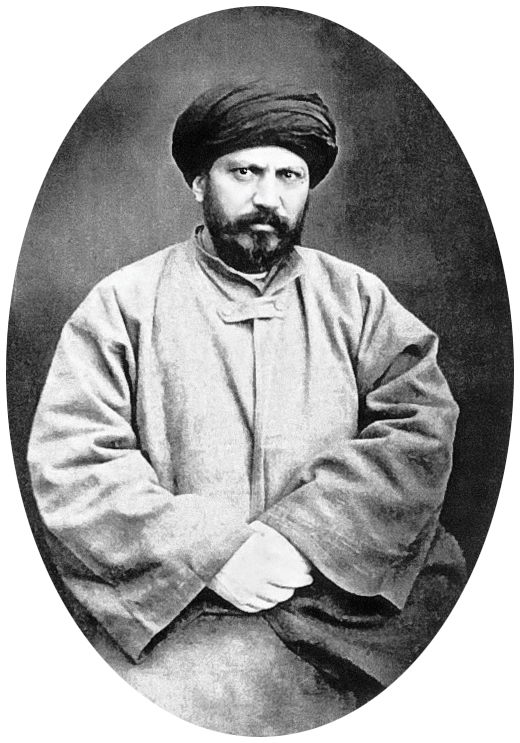
جمال الدين الأفغاني دعا إلى الوحدة الإسلامية أمام أوروبا الامبريالية.

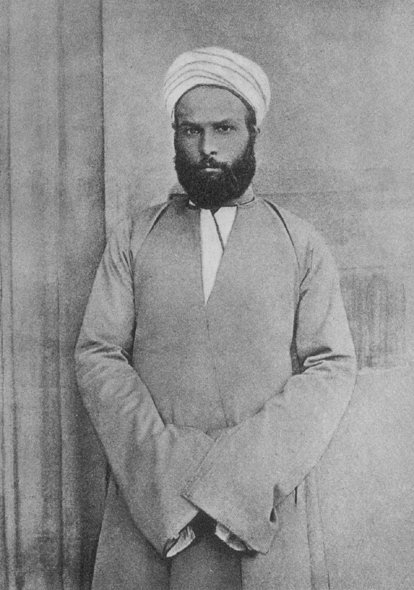
كان الشيخ محمد عبده مسلما حداثيا معتزليا

لخص الإمام محمد عبده أهم أهداف المجلة في خطاب أرسله إلى صديقه الشاعر الإنجليزي "ولفرد بلنت"؛ وهي: صون استقلال الشعوب الشرقية من عدوان الدول الغربية، وإقلاق بال الحكومة الإنجليزية؛ حتى ترجع عن أعمالها المثيرة لخواطر المسلمين.
كذلك كان من الأهداف التي عبرت عنها المجلة والتي يمكن استخلاصها من المادة التحريرية الواردة فيها: الدعوة إلى الاتحاد والتضامن، والأخذ بأسباب النهضة، وتحرير مصر والسودان من الاستعمار البريطاني..

## العدد الأول
بدأت من غرفة فوق أحد أبنية باريس، وصدر أول عدد في 13 مارس 1884 الموافق لـ 15 جمادى الأولى 1301 هـ. حملت الصفحة الأولى الأسطر التالية :

العروة الوثقى
لا انفصام لها
جريدة سياسية أدبية تصدر يوم الخميس
المحرر الأول 
الشيخ محمد عبده
مدير السياسة
جمال الدين الحسيني الأفغاني
ترسل الجريدة إلى جميع الجهات الشرقية
 قد عينت أجرة البريد خمسة فرنكات
في السنة لمن تسمح بها نفسه
 من شاء أن يبعث إلينا بتحارير
أو رسائل في أي موضوع كان رغبة
نشره في الجريدة أو التنبيه على أمر
مهم فليرسلها إلى إدارة الجريدة
بهذا العنوان:
6 Rue Hartel, a Paris

## التوقف عن الصدور
أوقف جمال الدين الأفغاني ومحمد عبده صدور المجلة بعد أن صدر 18 عددا خلال سنة. وتعود أسباب التوقف إلى العراقيل التي وجهها المقيمين عليها وعمليات مصادرة الأعداد التي مست أعدادها في عدة دول إسلامية وأجنبية.